# Antoni Madeyski

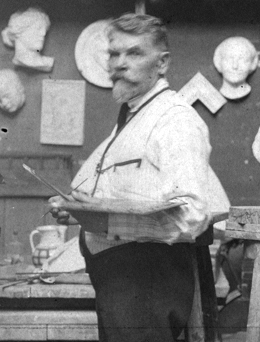
Antoni Madeyski

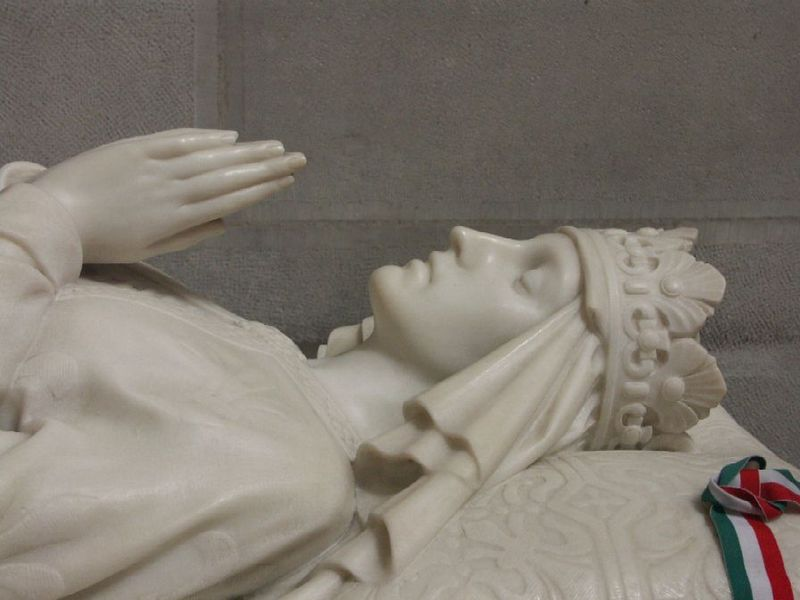
Grabmal Hedwig Anjous

Antoni Madeyski (* 16. Oktober 1862 in Wolhynien; † 2. Februar 1939 in Rom) war ein polnischer Bildhauer, der hauptsächlich in Italien tätig war. Er schuf im Stil des Neoklassizismus.

## Leben und Werk
Madeyski studierte an der Akademie der Bildenden Künste Krakau bei Izydor Jabłoński, Władysław Łuszczkiewicz sowie Walery Gadomski und später in Wien  und St. Petersburg. 1898 ließ er sich in Rom nieder, wo er bis an sein Lebensende blieb. Während des Ersten Weltkriegs lebte er und schuf in Paris. In Rom freundete er sich mit Aleksander Gierymski an, dessen Grabmal auf dem Campo Verano er schuf. Anfang des 20. Jahrhunderts führte er für die Wawel-Kathedrale zwei Königsgräber aus, für Hedwig Anjou und Ladislaus III. Diese Arbeiten verhalfen ihm zum Durchbruch und er erhielt zahlreiche Aufträge von polnischen Magnaten, insbesondere den Sanguszko, Tarnowski und Czartoryski, und Kirchen, unter anderem der Wawel-Kathedrale und der Jesuitenkirche in Krakau. 1908 erhielt er den Franz-Joseph-Orden für seine Verdienste um die Stadt Krakau. Nach dem Ersten Weltkrieg entwarf er einige der polnischen Münzen. Er wurde auf dem Campo Verano in Rom beigesetzt.